# Thomas Robertson Sim
Thomas Robertson Sim (* 25 de junio de 1858, Northfield, Aberdeenshire, Escocia - 23 de julio de 1938, Durban, Natal) fue un botánico, pteridólogo briólogo, artista botánico y curador de bosques en Natal, conocido por su extremadamente minucioso libro Los Bosques y su flora en la Colonia del Cabo de Buena Esperanza ("The Forests and Forest Flora of The Colony of the Cape of Good Hope"), de 1907. 
Era hijo de John Sim (1824-1901), notable briólogo. 

## Educación y carrera
Concurre a la "Escuela Old Aberdeen", hasta 1873, y en 1874 pasa al "Colegio Marischal", de la Universidad de Aberdeen. Ese mismo año es aprendiz en el jardín botánico de la Real Sociedad de Horticultura, en Chiswick. 
En 1878 trabaja en el Real Jardín Botánico de Kew donde recibe entrenamiento en botánica con Sir Joseph Dalton Hooker. 
En 1879 trabaja un año en los jardines botánicos de la Universidad de Harvard, en Cambridge, Massachusetts. Aquí es influenciado por Asa Gray y George Lincoln Goodale. Y después trabaja otro año en el jardín del Coronel Peabody de Milton, Massachusetts. Retornando a Escocia en 1881, asistiendo a su padre en la granja de Inchmark, de 1884 a 1888.
En 1889 se emplea como curador del jardín botánico de la ciudad de King William. 
En septiembre de 1894, es guardaparque gubernamental del "Departamento Forestal de ciudad del Cabo" trabajando en la "Plantación Fort Cunynghame", cerca de Dohne. A los pocos meses es promovido a Superintendente de Plantaciones en el "Conservatorio Oriental", y en 1898 es oficial de Distrito Forestal con cabecera en King William.
En 1902 establece un Departamento Forestal en Natal, siendo el primer Curador de Bosques, en 1903, con jefatura en Pietermaritzburg. 
En 1907 viaja a Londres representando a Sudáfrica en una "Exhibición de Productos". 
En 1908 explora el África Oriental portuguesa, escribiendo un reporte de la utilización del bosque, que aparece como Forest Flora and Forest Resources of Portuguese East Africa, hermosamente ilustrado con sus propios dibujos.
En 1908 se aventura en el mundo comercial formando un invernáculo en Pietermaritzburg, publicitando la plantación forestal en gran escala, también pensando en el aprovechamiento maderero industrial, siendo miembro fundador de la Asociación de Criadores de Wattle y del "Colegio de Agricultura de Cedara", poniéndose la piedra fundamental el 28 de abril de 1905.
Es elegido F.L.S., F.R.H.S. y F.R.S.S.Afr. y en 1919 recibe un Ph.D. honorario de la Universidad de Sudáfrica. 
Fue sostén constante de la "Asociación Sudafricana para el Avance de la Ciencia" (S.Afr.Assoc. for the Adv. of Science), contribuyendo regularmente con su revista. 
En 1920, atendiendo uno de sus encuentros en Rodesia, sufre un ataque cerebral, dejándolo parcialmente inválido, pero a pesar de su discapacidad, continua con su obra. Atenúa toda su actividad y se concentra en terminar su opus magnum, un estudio comprensivo de los árboles de Sudáfrica, entre los ríos Zambesi y Cunene. Pero losorprende la muerte, y el manuscrito aún se guarda en el National Botanical Research Institute en Pretoria, donde también se encuentra su biblioteca.

## Honores
Sim es commemorado en Simia, un género zoológico de vermes, y por numerosos nombres específicos.
Thomas Roberson SIM blanca
- La abreviatura «Sim» se emplea para indicar a Thomas Robertson Sim como autoridad en la descripción y clasificación científica de los vegetales.[1]

## Publicaciones
- Handbook of the Ferns of Kaffraria. Aberdeen. 1891
- The Ferns of South Africa. Ciudad del Cabo. 1892
- Sketch and Checklist of the Flora of Kaffraria. Ciudad del Cabo. 1894
- Botanical Observations on the Forests of Eastern Pondoland
- Recent Information concerning South African Ferns and their distribution. 1906
- The Forests and Forest Flora of the Colony of the Cabo de Buena Esperanza. Taylor & Henderson, Aberdeen. 1907
- Forest Flora and Forest Resources of Portuguese East Africa. Aberdeen. 1909
- The Ferns of South Africa. 2ª ed. ampliada. Cambridge. 1915
- Handbook of the Bryophyta of South Africa. 1916
- Flowering Trees and Shrubs for use in South Africa. Dept of Mines & Industries Mem Nº 3 Pretoria. 1921
- The Bryophyta of South Africa. Trans. Roy. Soc. S.Afr. 1926
- Tree-planting in South Africa. Pietermaritzburg 1927
- Tree-planting in Natal